# San Antonio Riders
San Antonio Riders byl tým amerického fotbalu, který sídlil ve městě San Antonio ve státě Texas. Tým působil v lize WLAF v letech 1991-1992 a domácí zápasy odehrával na univerzitním stadionu Bobcat Stadium. Průměrná návštěvnost na domácí zápasy týmu Riders byla kolem 15 000 diváků. Za sezóny 1991 a 1992 dosáhl tým bilance 11 výher a 9 porážek.